# David Shifrin
David Shifrin (* 2. Januar 1950 in New York City) ist ein US-amerikanischer Klarinettist und Musikpädagoge.
Shifrin besuchte die High School of Performing Arts in New York und studierte von 1965 bis 1967 an der Interlochen Arts Academy in Michigan und bis 1973 am Curtis Institute. Danach war er Klarinettist in mehreren namhaften amerikanischen Orchestern, darunter dem Cleveland Orchestra, dem Dallas Symphony Orchestra und dem Los Angeles Chamber Orchestra. 1989 wurde er Mitglied der Chamber Music Society of Lincoln Center, deren künstlerischer Leiter er von 1993 bis 2004 war.
Als Solist spielte Shifrin Aufnahmen für die Label Delos, DGG, Angel/EMI, Arabesque, BMG, SONY und CRI ein, von denen einige für einen Grammy nominiert wurden, darunter die Sammlung der Kammermusik von Claude Debussy mit der Chamber Music Society of Lincoln Center, das Klarinettenkonzert von Aaron Copland und Maurice Ravels Introduktion und Allegro (mit Nancy Allen, Ransom Wilson und dem Tokyo String Quartet). Weiterhin wurde er mit dem Avery Fisher Career Grant (1987) einem Stipendium des National Endowment for the Arts ausgezeichnet. In besonderem Maße widmet sich Shifrin den Kompositionen amerikanischer Komponisten die 20. und  21. Jahrhunderts wie John Adams, Joan Tower, Stephen Albert, Bruce Adolphe, Ezra Laderman, Lalo Schifrin, David Schiff, John Corigliano, Bright Sheng und Ellen Taaffe Zwilich.
Als Klarinettenlehrer wirkte Shifrin an der University of Hawaii, dem Cleveland Institute of Music (1974–76), der University of Michigan (bis 1982), der University of Southern California und der Juilliard School of Music. Seit 1987 ist er Professor an der Yale University und künstlerischer Leiter der Chamber Music Society of Yale .

## Diskographie
- Mozart: Clarinet Concerto; Clarinet Quintet, 1987
- Brahms/Schumann Soirée, 1988
- Brahms: String Quintet in G; Clarinet Quintet, 1990
- Mozart, Beethoven: Piano and Wind Quintets in E flat,  1990
- American Chamber Music, 1992
- Nielsen: Quintet Op. 43; Leoffler: Two Rhapsodies; Prokofiev: Quintet Op. 39,  1993
- Dvořák: Serenade Op. 44; String Quintet Op. 77, 1995
- Sorrow is Not Melancholy: The Very Intense Music of Deborah Drattell, 1995
- Beethoven in New York, 1996
- Bach: The Six Brandenburg Concertos, 1996
- Joan Tower: Concertos, 1997
- Chamber Music of Carl Maria von Weber, 1997
- David Shifrin Presents Two Brahms Soirées, 1998
- Five American Clarinet Quintets, 1998
- David Shifrin Plays Clarinet Concertos by C.M. von Weber, 1999
- Mozart, Brahms: Clarinet Quintets, 1999
- Shifrin Plays Schifrin, 2006
- Copland: Appalachian Spring; Fanfare for the Common Man; Clarinet Concerto, 2008
- Aaron Copland: Clarinet Concerto: Music for the Theatre; Dance Panels, 2008
- The Music of Ezra Laderman, Vol. 8, 2008
- David Shifrin & Friends, 2012

## Weblink
- David Shifrins Homepage

## Quelle
- Allmusic - David Shifrin

| Personendaten    | Personendaten                                    |
| ---------------- | ------------------------------------------------ |
| NAME             | Shifrin, David                                   |
| KURZBESCHREIBUNG | US-amerikanischer Klarinettist und Musikpädagoge |
| GEBURTSDATUM     | 2. Januar 1950                                   |
| GEBURTSORT       | New York City                                    |